# Liste des anciens départements d'Italie
Les départements d'Italie étaient des subdivisions administratives formées en Italie à la suite des campagnes de Napoléon Bonaparte, à la fin du XVIIIe siècle et au début du XIXe siècle, sur le modèle des départements français.
Certains de ces départements furent annexés par la France et intégrés dans l'Empire, d'autres formèrent les subdivisions des républiques sœurs italiennes (République transpadane, République cispadane, République cisalpine, etc.). Aucun ne survécut à la chute de l'Empire français.

## Liste

### Empire français
La Première République et le Premier Empire français annexent progressivement, de 1792 à 1809, une partie de la péninsule italienne. Ces annexions conduisent à la formation de plus d'une dizaine de départements. La France perd l'intégralité des territoires après les traités de Paris de 1814 et 1815.
- 1792 : après le déclenchement de la guerre de la première coalition, la République française envahit le duché de Savoie :
  - Mont-Blanc (chef-lieu : Chambéry)

- 1793 : annexion du comté de Nice :
  - Alpes-Maritimes (Nice)

- 1799 : la République piémontaise, créée en septembre 1798 sous occupation militaire française, vote en février 1799 par référendum pour son annexion par la France. Celle-ci crée organise le territoire en départements le 2 avril 1799, mais la départementalisation s'arrête dès mai à la suite du retrait des troupes françaises devant les armées austro-russes et la restauration du royaume de Sardaigne :
  - Éridan (Turin)
  - Sesia (Verceil)
  - Stura (Coni)
  - Tanaro (Asti)

- 1802 : annexion de la République subalpine :
  - Éridan (Turin ; renommé département du Pô une dizaine de jours après sa création)
  - Doire (Ivrée)
  - Marengo (Alexandrie)
  - Sesia (Verceil)
  - Stura (Coni)
  - Tanaro (Asti ; dissous en 1805)

- 1805 : annexion de la République ligurienne :
  - Apennins (Chiavari)
  - Gênes (Gênes)
  - Montenotte (Savone)

- 1808 : annexion du royaume d'Étrurie et du duché de Parme et Plaisance
  - Arno (Florence)
  - Méditerranée (Livourne)
  - Ombrone (Sienne)
  - Taro (Parme)

- 1809 : annexion des États pontificaux :
  - Tibre (Rome ; renommé département de Rome en 1810)
  - Trasimène (Spolète)

### Royaume d'Italie
Les républiques cispadane et transpadane, de part et d'autre du Pô, sont proclamées à la fin 1796 par le général Bonaparte après l'invasion de la région par les troupes françaises. Elles sont réunies en juin 1797 dans la République cisalpine. Celle-ci est renommée République italienne en 1802, puis royaume d'Italie en 1805. Cet État disparait en 1814.
Du fait de l'instabilité de ses frontières, le pays subit de nombreux redécoupages administratifs. En 1812, au maximum de son extension, le royaume d'Italie compte 24  départements.
- 8 juillet 1797 : proclamation de la République cisalpine. Sa constitution la subdivise en 11 départements :
  - Adda (chefs-lieux Lodi et Crema, alternativement tous les deux ans)
  - Alpes-Apuanes (it) (Massa)
  - Crostolo (Reggio)
  - Lario (Côme)
  - Montagne (it) (Lecco)
  - Olona (Milan)
  - Panaro (Modène)
  - Pô (Crémone)
  - Serio (Bergame)
  - Tessin (it) (Pavie)
  - Verbano (it) (Varèse)

- 3 novembre 1797 : à la suite de l'annexion de Bologne, Ferrare, la Romagne, la Valteline, Chiavenna et Bormio, une réorganisation territoriale de la République fait passer le nombre de départements à 20 :
  - Adda (Lodi et Crema)
  - Adda-et-Oglio (Sondrio)
  - Alpes-Apuanes (Massa),
  - Benaco (it) (Desenzano)
  - Crostolo (Reggio)
  - Lamone (it) (Faenza)
  - Lario (Côme)
  - Mella (Brescia)
  - Mincio (Mantoue)
  - Montagne (Lecco)
  - Olona (Milan)
  - Panaro (Modène)
  - Haut-Pô (Crémone)
  - Bas-Pô (Ferrare)
  - Reno (Bologne)
  - Rubicon (Rimini)
  - Serio (Bergame)
  - Tessin (Pavie)
  - Verbano (Varèse)

- 1er septembre 1798 : nouvelle constitution de la République cisalpine, réduisant les départements à 11 :
  - Adda-et-Oglio (Morbegno)
  - Crostolo (Reggio)
  - Mella (Brescia)
  - Mincio (Mantoue)
  - Olona (Milan)
  - Panaro (Modène)
  - Haut-Pô (Crémone)
  - Bas-Pô (Ferrare)
  - Reno (Bologne)
  - Rubicon (Rimini)
  - Serio (Bergame)

- 13 mai 1801 : réorganisation territoriale (après l'invasion austro-russe, puis la reconquête française de la région pendant la guerre de la deuxième coalition), découpant la République en 12 départements :
  - Agogna (Novare)
  - Crostolo (Reggio)
  - Lario (Côme)
  - Mella (Brescia)
  - Mincio (Mantoue)
  - Olona (Milan)
  - Panaro (Modène)
  - Haut-Pô (Crémone)
  - Bas-Pô (Ferrare)
  - Reno (Bologne)
  - Rubicon (Cesena)
  - Serio (Bergame)

- 8 juin 1805 : réorganisation du royaume d'Italie en 14 départements :
  - Adda (Sondrio)
  - Adige (Vérone)
  - Agogna (Novare)
  - Crostolo (Reggio)
  - Lario (Côme)
  - Mella (Brescia)
  - Mincio (Mantoue)
  - Olona (Milan)
  - Panaro (Modène)
  - Haut-Pô (Crémone)
  - Bas-Pô (Ferrare)
  - Reno (Bologne)
  - Rubicon (Forlì)
  - Serio (Bergame)

- 1806 : après le traité de Presbourg, l'Autriche renonce à Gorizia et à la Vénétie. 7 nouveaux départements sont créés, portant le total à 21 :
  - Adriatique (Venise)
  - Bacchiglione, (Vicence)
  - Brenta, (Padoue)
  - Istrie (Koper/Capodistria ; cédée aux provinces illyriennes en 1809)
  - Passariano (Udine)
  - Piave (Belluno)
  - Tagliamento (Trévise)

- 11 mai 1808 : séparation des Marches des États pontificaux et annexion au royaume d'Italie ; 3 autres départements s'ajoutent, portant le total à 24 :
  - Métaure (Ancône)
  - Musone (Macerata)
  - Tronto (Fermo)

- mai 1810 : le royaume d'Italie obtient de la France, en compensation de la cession de l'Istrie aux provinces illyriennes, les anciens territoires bavarois du Circolo all'Adige et des parties du Circolo all'Eisack, constituant un nouveau département :
  - Haut-Adige (Trente)

Le tableau suivant récapitule les différents départements ayant existé entre 1797 et 1814 :
| Département        | Chef-lieu                                               | Eponyme        | Création | Suppression |
| ------------------ | ------------------------------------------------------- | -------------- | -------- | ----------- |
| Adda               | Lodi et Crema                                           | Adda           | 1797     | 1798        |
| Alpes-Apuanes (it) | Massa                                                   | Alpes apuanes  | 1797     | 1798        |
| Crostolo           | Reggio                                                  | Crostolo       | 1797     | 1814        |
| Lario              | Côme                                                    | Lac de Côme    | 1797     | 1798        |
| Montagne (it)      | Lecco                                                   | Alpes          | 1797     | 1798        |
| Olona              | Milan                                                   | Olona          | 1797     | 1814        |
| Panaro             | Modène                                                  | Panaro         | 1797     | 1814        |
| Pô                 | Crémone                                                 | Pô             | 1797     | 1797        |
| Serio              | Bergame                                                 | Serio          | 1797     | 1814        |
| Tessin (it)        | Pavie                                                   | Tessin         | 1797     | 1798        |
| Verbano (it)       | Varèse                                                  | Lac Majeur     | 1797     | 1798        |
| Adda-et-Oglio      | Sondrio (1797-1798) Morbegno (1798-1801)                | Adda et Oglio  | 1797     | 1801        |
| Benaco (it)        | Desenzano                                               | Lac de Garde   | 1797     | 1798        |
| Lamone (it)        | Faenza                                                  | Lamone         | 1797     | 1798        |
| Mella              | Brescia                                                 | Mella          | 1797     | 1814        |
| Mincio             | Mantoue                                                 | Mincio         | 1797     | 1814        |
| Bas-Pô             | Ferrare                                                 | Pô             | 1797     | 1814        |
| Haut-Pô            | Crémone                                                 | Pô             | 1797     | 1814        |
| Reno               | Bologne                                                 | Reno           | 1797     | 1814        |
| Rubicon            | Rimini (1797-1801) Cesena (1801-1805) Forlì (1805-1814) | Rubicon        | 1797     | 1814        |
| Agogna             | Novare                                                  | Agogna         | 1801     | 1814        |
| Lario (it)         | Côme                                                    | Lac de Côme    | 1801     | 1814        |
| Adda               | Sondrio                                                 | Adda           | 1805     | 1814        |
| Adige              | Vérone                                                  | Adige          | 1806     | 1814        |
| Adriatique         | Venise                                                  | Mer Adriatique | 1806     | 1814        |
| Bacchiglione       | Vicence                                                 | Bacchiglione   | 1806     | 1814        |
| Brenta             | Padoue                                                  | Brenta         | 1806     | 1814        |
| Istrie             | Capodistria                                             | Istrie         | 1806     | 1809        |
| Passariano         | Udine                                                   | Passariano     | 1806     | 1814        |
| Piave              | Belluno                                                 | Piave          | 1806     | 1814        |
| Tagliamento        | Trévise                                                 | Tagliamento    | 1806     | 1814        |
| Métaure            | Ancône                                                  | Métaure        | 1808     | 1814        |
| Musone             | Macerata                                                | Musone         | 1808     | 1814        |
| Tronto             | Fermo                                                   | Tronto         | 1808     | 1814        |
| Haut-Adige         | Trente                                                  | Adige          | 1810     | 1814        |

### République ligurienne
La République ligurienne est proclamée le 14 juin 1797 sur le territoire de la république de Gênes, sous occupation française. La nouvelle république est alors subdivisée en 15 départements. Ceux-ci disparaissent le 28 avril 1798 au profit de juridictions. La République ligurienne cesse d'exister en 1805, annexée par l'Empire français.
- Centre (chef-lieu : Gênes)
- Bisagno (San Martino (it))
- Cap-Vert (it) (Diano Marina)
- Cerusa (it) (Voltri)
- Entella (it) (Chiavari)
- Golfe-du-Tigullio (Rapallo)
- Golfe-de-Venere (La Spezia)
- Lemmo (it) (Gavi)
- Letimbro (it) (Savone)
- Maremola (it) (Pietra Ligure)
- Monts-Ligures-Occidentaux (Rocchetta Ligure)
- Monts-Ligures-Orientaux (Ottone)
- Palmiers (it) (Sanremo)
- Polcevera (Rivarolo)
- Vara (it) (Levanto)

### République parthénopéenne
La République parthénopéenne (ou napolitaine) est proclamée le 21 janvier 1799 à Naples par les troupes françaises commandées par le général Championnet, qui s'est rendu maître de la ville gouvernée jusque-là par le roi Ferdinand IV. Dès le 9 février, le nouveau gouvernement divise le territoire en 11 départements ; à l'instar de ce qui s'était fait en France, la nouvelle subdivision bouleverse de fond en comble l'organisation territoriale séculaire. 
Le gouvernement républicain exerce de façon diffuse son autorité sur les provinces de l'ancien royaume. Certaines retombent très vite sous la coupe d'une résistance royaliste et catholique. Le nouvel échafaudage administratif, trop novateur, rebute. Le juriste Francesco Mario Pagano établit un projet de charte constitutionnelle, jamais adopté, qui prévoit la division du territoire en 17 départements. Le 4 mai, une nouvelle loi est votée, qui divise la république en 13 nouveaux départements, qui correspondent mieux aux provinces traditionnelles du royaume des Deux-Siciles. Avec la fin de la République et le rétablissement du royaume de Naples en juin 1799, ce découpage n'est jamais mis en œuvre.
- Premier découpage :
  - Bradano (du nom du fleuve Bradano ; chef-lieu Matera)
  - Crati (fleuve Crati ; chef-lieu Cosenza)
  - Garigliano (fleuve Garigliano ; chef-lieu San Germano)
  - Idro (fleuve Idro (it) ; chef-lieu Lecce)
  - Monte Vesuvio (Vésuve ; chef-lieu Naples)
  - Ofanto (fleuve Ofanto ; chef-lieu Foggia)
  - Pescara (cours inférieur du fleuve Aterno-Pescara ; chef-lieu L'Aquila)
  - Sagra (ancien nom de l'Allaro ; chef-lieu Catanzaro)
  - Sangro (fleuve Sangro ; chef-lieu Lanciano)
  - Sele (fleuve Sélé ; chef-lieu Salerne)
  - Volturno (fleuve Volturno ; chef-lieu Capoue)

- Propositions de Pagano :
  - Aterno (du nom du fleuve d'Aterno-Pescara ; chef-lieu Chieti)
  - Biferno (fleuve Biferno)
  - Bradano (fleuve Bradano ; chef-lieu Matera)
  - Calore (rivière Calore Irpino ; chef-lieu Montefusco)
  - Crati (fleuve Crati ; chef-lieu Cosenza)
  - Gargano (région du Gargano ; chef-lieu Lucera)
  - Gran Sasso (massif du Gran Sasso ; chef-lieu Teramo)
  - Lacinio (du nom latin du cap Colonna, promunturium Lacinium ; chef-lieu Catanzaro)
  - Leuca (du cap Leuca ; chef-lieu Lecce)
  - Leucopetra (du nom grec du capo dell'Armi (it), Leukopetra Akroterion)
  - Liri (rivière Liri ; chef-lieu Capoue)
  - Majella (massif de la Majella ; chef-lieu L'Aquila)
  - Palinuro (du cap Palinuro)
  - Polino (chef-lieu Bari)
  - Sele (fleuve Sélé ; chef-lieu Salerne)
  - Vesuvio (Vésuve ; chef-lieu Naples)
  - Vulture (mont Vultur)

- Deuxième découpage :
  - Bari (correspondant à l'ancienne province de la Terre de Bari)
  - Capoue (Terre de Labour)
  - Catanzaro (Calabre ultérieure)
  - Chieti (Abruzze citérieure)
  - Cosenza (Calabre citérieure)
  - L'Aquila (Abruzze ultérieure seconde)
  - Lecce (Terre d'Otrante)
  - Lucera (Capitanata et comté de Molise)
  - Matera (Basilicate)
  - Montefusco (Principauté ultérieure)
  - Naples (Naples et environs)
  - Salerne (Principauté citérieure)
  - Teramo (Abruzze ultérieure première)

### République piémontaise
La République piémontaise est proclamée le 9 décembre 1798. Le 2 avril 1799, face à la déclaration de guerre de l'Autriche, le Directoire déclare le gouvernement provisoire dissous, nommant l'ambassadeur Musset comme seul commissaire aux pleins pouvoirs, qui à son tour procède à la révocation des administrations provinciales en créant quatre départements :
le département de l'Eridano à Turin,
le département de Sesia à Vercelli,
le département de la Stura à Coni,
le département de Tanaro à Alexandrie.

### République romaine

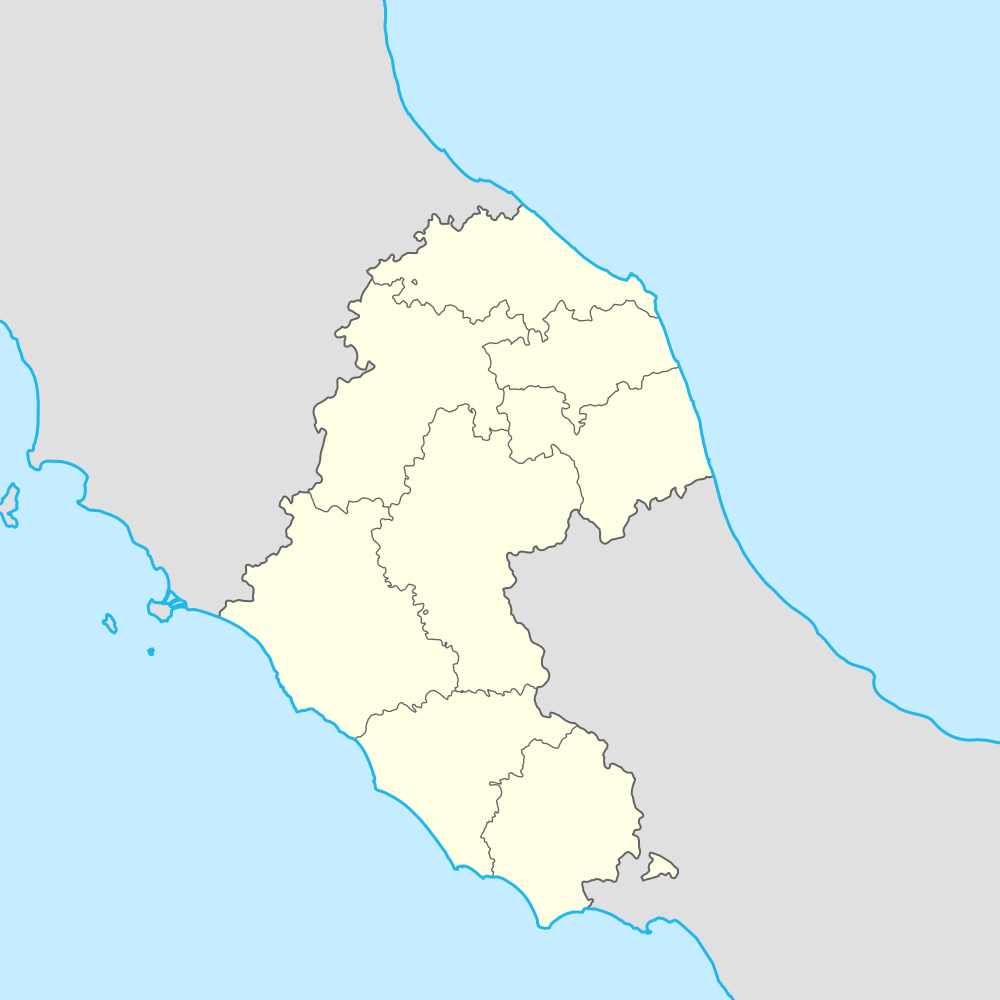
Découpage départemental de la République romaine.

Léonard Duphot, ambassadeur français auprès des États pontificaux, est assassiné à Rome lors d'une rixe le 28 décembre 1797. En représailles, la France envahit les États et s'empare de Rome le 11 février 1798. La République romaine est proclamée le 15 février 1798. Elle est dissoute en septembre 1799, les troupes françaises s'étant désengagées de la région.
Organisée sur le modèle de la République française, la République romaine est subdivisée en départements. Leur distribution varie au cours de la brève existence du pays, mais s'établit définitivement 15 mai 1798 :
- Cimino (it) (chef-lieu : Viterbe)
- Circé (it) (Anagni)
- Clitumne (it) (Spolète)
- Métaure (it) (Ancône)
- Musone (it) (Macerata)
- Tibre (it) (Rome)
- Trasimène (it) (Pérouse)
- Tronto (it) (Fermo)